# Inscrição da Igreja de Ateni Teótoco
A inscrição a Igreja de Ateni Teótoco (em georgiano: ატენის ღვთისმშობლის ეკლესიის წარწერა) é uma inscrição em língua georgiana escrita em asomtavruli da Igreja de Ateni Teótoco, uma basílica situada na vila e Didi Ateni, na municipalidade de Gori, em Ibéria Interior, na Geórgia. A inscrição é datada de 982–989. Ela menciona Rati I e Liparites II, duques de Gedacliar.

## Inscrição
| “ | ႵႤ ႠႣႨႣႤ ႭႰႱႠ ႥႤ ႺႾႭႥႰႤႡႠႱႠ ႠႵႠ ჄႭႰႺႨႤႪႤႡ Ⴐ ႣႠ ႼႤ ႸႬႱႠ ႱႳႪ ႨႤႡႰ ႰႠႲ ႤႰႨႱႧ ႠႥႨ ႻႤ ႨႢႨ ႪႮႰႲ ႤႰႨႱႧႥႨႱႠႨ ႰႪႬ ႠႶႠႸႤႬႠ ႤႱႤ ႱႠႾ ႪႨ ႶႧႨႱႠႨ ႣႠ ႡႽႤႨ ႺႠႧႠႨ ႼႨ ႤႩႪႤႱႨ ႠႨ ႱႠႪႭႺႥႤႪႠႣ ႱႳႪႨႱႠ ႫႧႨႱႠ | ” |

inscrição

- Tradução: "Jesus Cristo, tenha piedade de ambas as vidas mundanas, corporal e espiritual, de Rati Eristavi, filho de Liparites Eristavi, que construíram essa casa de Deus como uma rocha do Céu, uma Igreja sagrada, para orar por suas almas."